# Viadana
Viadana (Viadàna in dialetto casalasco-viadanese) è un comune italiano di 19 769 abitanti della provincia di Mantova in Lombardia.
Il centro abitato è posto sulla riva sinistra del fiume Po.
Il toponimo sembra derivare da Vitaliana, dalla proprietà fondiaria di un membro della famiglia romana Vitellius, con l'aggiunta del suffisso -anus, al femminile -ana, che indica possesso.

## Geografia fisica
Il territorio municipale si trova all'estremità sud-occidentale della provincia di Mantova e confina con altre tre province: Cremona (comune di Casalmaggiore), Parma (comune di Mezzani) e Reggio Emilia (comuni di Boretto e Brescello). Il territorio è completamente pianeggiante ed è bagnato dal fiume Po lungo tutto il suo confine meridionale e dal fiume Oglio per buona parte del suo confine settentrionale.
Il territorio di Viadana fa parte dell'area geografica denominata Bassa padana e con i suoi 102,50 km² di superficie, Viadana è il più grande comune della provincia di Mantova.

### Geologia
Viadana si trova in prossimità dell'anticlinale di Piadena, secondo alcuni autori epicentro del violento terremoto del 3 gennaio 1117 che colpì la pianura Padana.

### Clima
A Viadana il clima è molto umido: caldo e afoso d'estate, freddo con temperature rigide d'inverno.

## Storia

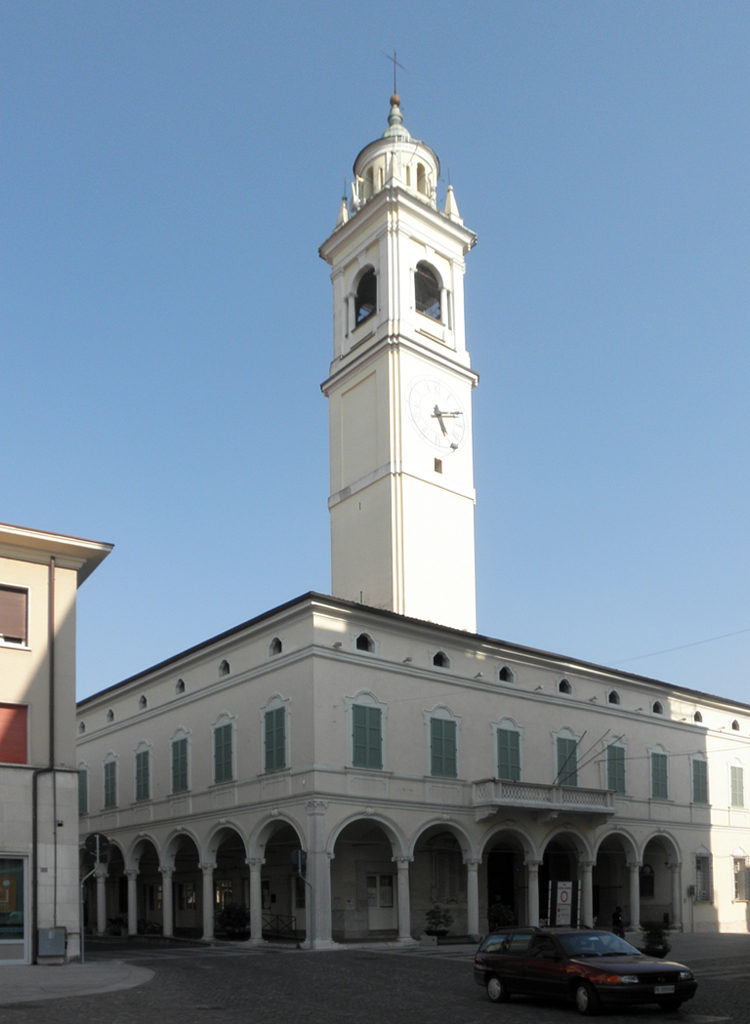
Il Municipio

La presenza dell'uomo nelle isole formate dal Po e suoi affluenti, Adda e Oglio, è stata confermata recentemente dai numerosi rinvenimenti di reperti attribuiti al neolitico, databili intorno al IV millennio a.C. e ora custoditi nel museo dedicato al suo fondatore, Monsignor Antonio Parazzi. È a questo viadanese che si deve la scoperta di vari siti archeologici, sia dell'Età del Bronzo, che del periodo Romano. Il territorio di Viadana, parte integrante dell'agro cremonese, conserva ancora molte testimonianze dell'antica centuriazione romana, come lo stesso orientamento della campagna: 14° NE/SO. Situato nella diocesi di Cremona e nel comitato di Brescia, raggiunse l'unità amministrativa nel secolo XIV.
I Cavalcabò, consignori del luogo, la cui giurisdizione era stata conferita dall'imperatore Federico I il 30 luglio 1158, a metà del Trecento emanarono degli statuti che rimasero in vigore fin agli inizi dell'Ottocento. Nel 1307 la flotta mantovana assediò Viadana e la saccheggiò.
Nel 1415 a seguito della conquista di Gian Francesco Gonzaga, Viadana si legò definitivamente a Mantova tranne che per un breve periodo nel secolo XIX grazie al trattato firmato da Pavesino Avigni. Nel tempo si ebbero anche corrosioni ed alluvioni causate dal Po e dall'Oglio, che fecero scomparire intere Ville, fino ad arrivare all'attuale assetto territoriale, di circa 102 km², protetto da possenti arginature anche di recente rafforzate. I fiumi furono anche vie di comunicazione e di commerci sviluppatesi specialmente lungo l'asse del Po fino a Venezia, a tal punto che Viadana fu sede di un Viceammiraglio nominato da Mantova; non solo: una zona, un tempo di proprietà della famiglia Del Bon, che nella città lagunare possedeva immobili e attività commerciali e industriali, porta ancora il nome di Villa del Veneziano. L'8 aprile 1530, Carlo V nell'insignire il Marchese Federico II del titolo di Duca, concesse che il primogenito maschio si fregiasse di quello di marchese di Viadana, elevando il territorio in Marchesato autonomo, distinto dal ducato di Mantova. Appartenendo al ramo principale dei Gonzaga, Viadana non ebbe zecca, mantenne una certa autonomia economica e per le contrattazioni aveva una propria valuta, pesi e misure particolari. La dominazione gonzaghesca terminò il 23 luglio 1708, quando l'Impero asburgico, dichiarata decaduta la gloriosa famiglia mantovana, riprese possesso dei suoi feudi. Viadana fino al 1580 era stata retta da un Podestà, designato da Mantova, poi da un Governatore; questi erano coadiuvati nelle loro funzioni da un luogotenente, di solito un viadanese laureato in legge e da un consiglio nominato, o Uomini di Viadana, composto da 40 membri.
Il marchesato fu soppresso definitivamente nel 1771 e aggregato alla Lombardia Austriaca. E a questa il Comune appartenne, dopo le parentesi francesi, fino alla pace di Villafranca del 1859 in cui fu assegnato alla Provincia di Cremona. Il 1º luglio 1868 ritornò ad essere mantovano. Fra i cimeli della raccolta di sfragistica del Museo Civico spicca un sigillo d'alta gerarchia dei cavalieri di Altopascio, raffigurante San Giacomo. Ritrovato in zona, riporta ai pellegrinaggi medievali e alla probabile presenza di un importante ospitale in prossimità del Po che doveva essere attraversato nei due sensi per chi percorreva la strada tedesca.
Sono pervenuti insediamenti di epoca greca e romana.
Dall'epoca medievale si ha notizia di una rocca (zona degli attuali “Giardini Pubblici” e dell'edificio delle scuole elementari ed Istituto Tecnico) e di mura che segnavano il perimetro del villaggio, distrutte nel 1700 e sul percorso delle quali corre attualmente Via Circonvallazione Fosse. È documentata anche all'interno delle mura la presenza della chiesa di S. Maria Assunta e S. Cristoforo in Castello (di fronte all'ex cinema Verdi). Qui si rifugiò ad esempio il Parmigianino durante l'assedio di Parma del 1521.
Nel 2003 Dario Fo è a Viadana con l'eclettico artista Marco Cagnolati, presso il MuVi, nelle gag del “Patashow”, in cui indossavano i cappelli l'uno dell'altro. Sempre al MuVi viene allestita una mostra dedicata a Dario Fo: "Pupazzi con rabbia e sentimento", in cui espone i suoi quadri e schizzi.
Diventa abbastanza famosa in Europa negli anni 2000 grazie alla squadra di rugby a 15 cittadina, il Viadana, che partecipa annualmente alle competizioni europee oltre a vincere lo scudetto nel 2002 e 6 tra Coppe Italia e Trofei Eccellenza. Dal 2010 al 2012 si trova ancora più al centro del panorama nazionale ed internazionale, grazie alla nascita della franchigia degli Aironi, con sede proprio nella città di Viadana. Insieme al Benetton, sono le uniche due formazioni italiane di rugby a rappresentare il Paese nel prestigioso campionato professionistico di Celtic League, competizione prima di allora riservata esclusivamente ai club di Scozia, Irlanda e Galles. L'esperienza ha però breve durata, dopo solo due stagioni sportive, il 6 aprile 2012 la FIR decide di revocare la licenza al termine della stagione in corso per motivi di natura economica.

### Simboli
Lo stemma è stato riconosciuto con decreto del capo del governo del 2 giugno 1934.
Il gonfalone è stato concesso con regio decreto del 22 febbraio 1940 ed è costituito da un drappo di giallo.
La bandiera civica, concessa con D.P.R. del 15 luglio 2004, è un drappo di verde, caricato centralmente dal leone d'oro, seduto sul cuscino di rosso, afferrante con le zampe anteriori i due gigli d'oro, posti in palo, uniti, quello inferiore capovolto; la parte all'asta caricata dal palo, interzato in palo, di verde, di rosso, di giallo.

## Monumenti e luoghi d'interesse

### Architetture religiose
Nella città di Viadana:
- Chiesa arcipretale di Santa Maria Assunta e San Cristoforo in Castello, in piazza Gramsci.
- Chiesa di San Pietro Apostolo, in via Aroldi.
- Chiesa di San Rocco e San Sebastiano, già Oratorio dei Confratelli Neri del SS. Crocifisso, in via San Rocco.
- Santuario di San Marco, Viadana MN.
- Chiesa di San Martino e San Nicola, in via Cavour.
- Chiesa di Santa Maria Annunziata, in piazza Solferino.

Nelle frazioni comunali:
- Chiesa di Santa Giulia, nella frazione di Cicognara.
- Chiesa dei SS. Filippo e Giacomo Apostoli, nella frazione di Cogozzo.
- Chiesa del Santo Spirito, nella frazione di Buzzoleto.
- Basilica insigne dei SS. Stefano e Anna, nella frazione di Cavallara.
- Chiesa di San Giacomo Maggiore, nella frazione di Cizzolo.
- Chiesa di San Antonino Abate, nella frazione di Salina.
- Chiesa di San Ignazio Martire, nella frazione di Casaletto.
- Chiesa di San Matto Apostolo, nella frazione di San Matteo delle Chiaviche.
- Chiesa di Santa Maria Maddalena, nella frazione di Bellaguarda.
- Chiesa di San Lodovico Re e Confessore, nella frazione di Sabbioni.
- Chiesa di San Giovanni Battista, nella frazione di Banzuolo.

### Architetture civili
- Palazzo del Municipio, storicamente Palazzo della Ragione, costruito nel 1502.
- Arco Avigni o di Porta Nuova, costruito nel 1826.
- Cinema Teatro Vittoria, in piazza Gramsci.

## Società

### Evoluzione demografica
Abitanti censiti

### Etnie e minoranze straniere
Al 31 dicembre 2023 la popolazione straniera era di 3 769 persone, pari al 20,13% dei residenti.

## Cultura
Mu.Vi. è il nome del Centro culturale polifunzionale di Viadana che ospita attività culturali e ricreative, mostre ed eventi. La sigla è l'acronimo di Musei Viadana.
Il centro ospita attualmente la Galleria civica d'arte moderna e contemporanea, con la Permanente, il circolo fotografico Fratelli Azzolini e la biblioteca comunale Luigi Parazzi, che aderisce al Sistema bibliotecario Ovest Mantovano. Inoltre, ogni mese, è possibile partecipare agli incontri del Gruppo di Lettura di Viadana (Letto e Mangiato), con sfondo i libri della Biblioteca Comunale.
Il Mu.Vi. è in Via Manzoni, nell'edificio della ex Scuola Elementare.

### Musei
- Museo civico Antonio Parazzi

### Cucina
- Lüadèl, un tipo di focaccia, ha acquisito lo stato di "De.C.O." (Denominazione comunale d'origine).[15]

## Geografia antropica
Il comune di Viadana è composto da numerose frazioni tra cui Cogozzo, Cicognara, Cizzolo e San Matteo delle Chiaviche. Il comune dista circa 40 km da Mantova, 25 km da Parma, 30 km da Reggio Emilia e 50 km da Cremona.

### Frazioni

#### Cizzolo
Cizzolo (in dialetto Sisöl) situato nella zona Nord del comune. Con i suoi 800 abitanti è la terza frazione più popolosa del Comune di Viadana. I luoghi di interesse sono la chiesa di San Giacomo Maggiore Apostolo e il castello proprietà della famiglia Frati.

#### Cogozzo
Cogozzo (in dialetto Cugos) situato accanto a Cicognara è una delle frazioni di Viadana più industrializzate. È anche molto sviluppata l'agricoltura, talvolta il prodotto viene rovinato a colpa delle nutrie.

#### Cicognara
Cicognara (in dialetto Sigugnéra), la frazione più occidentale del territorio viadanese (confinante con il territorio del comune di Casalmaggiore) e la seconda in ordine di abitanti dopo Cogozzo; vi operano diverse piccole e medie aziende. L'attività principale di queste piccole e medie aziende è finalizzata alla produzione di pennelli. In particolare già nella metà del XIX secolo dalla produzione di scope di saggina (mestiere oggi praticamente scomparso in loco) si passò a quella di pennelli usufruendo della materia prima allora utilizzata, le setole di maiale cospicuamente allevati nel viadanese. Cicognara dopo la metà del secolo scorso si è affermata come principale distretto della produzione di pennelli.

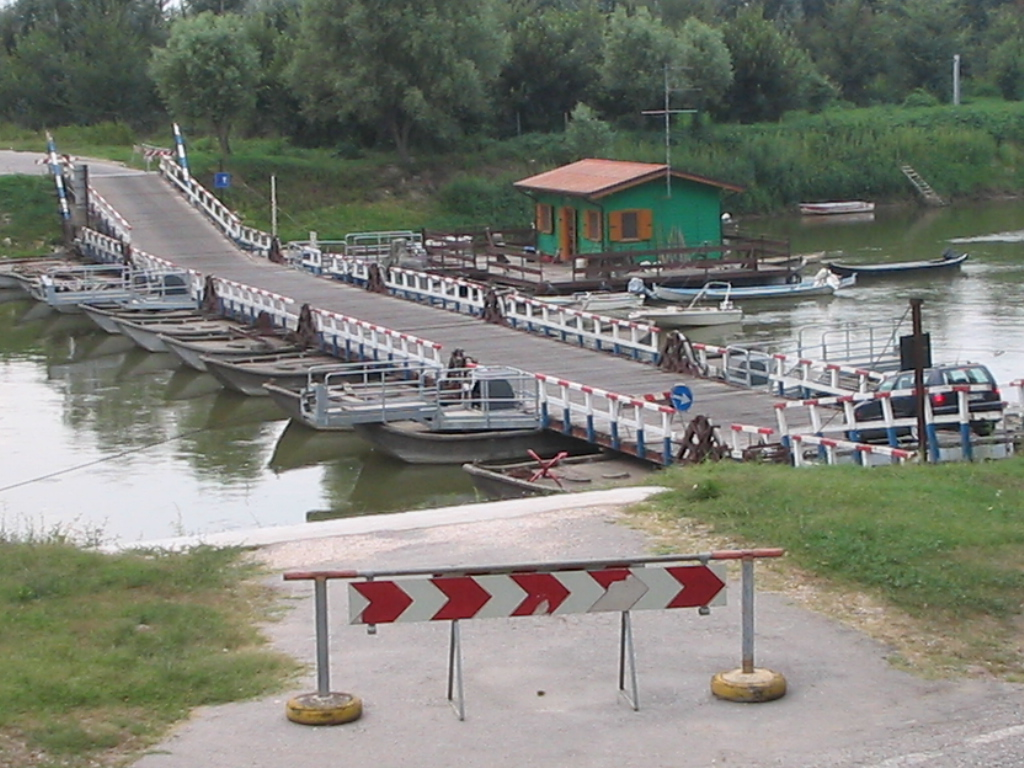
Ponte di barche

Il simbolo del paese è una cicogna su un lembo di terra che rappresenta l'Insula Cicunaria, isola sulla quale sorse il nucleo abitativo e separata dalla terraferma per le continue alluvioni e il corso irregolare del fiume Po, diversamente da come oggi si presenta. Esiste pure un motto in latino Cicognara et Cogozzo essenti (solitamente accompagnato dall'emblema della cicogna), che deriva dall'esenzione delle tasse accordata a Cicognara (e Cogozzo appunto) fin dai tempi di Desiderio e mantenuta fino al XVIII secolo (Desiderio, nato a Brescia è stato re dei Longobardi e re d'Italia dal 757 al 774).
La patrona del paese è Santa Giulia a cui è dedicata la parrocchiale nella quale fu parroco dal 1921 al 1932 Don Primo Mazzolari e parrocchiana Grazia Deledda, sposata nel 1900 con il cicognarese Rag. Palmiro Medesani. Nella chiesa si possono ammirare tre pregevoli vetrate (Natività, Sacra Famiglia e Santa Giulia) del pittore cremonese Giuseppe Moroni. Sempre nella chiesa fu ritrovato un cippo di epoca romana databile intorno al 150 d.C., mentre vicino alla Chiesa sorgeva il Monastero di S. Giulia fondato nel 758 da Ansa, moglie di Desiderio.

#### San Matteo delle Chiaviche
San Matteo delle Chiaviche si trova alla confluenza dei fiumi Po e Oglio. È famoso il ponte delle barche di Torre d'Oglio, che attraversa il fiume Oglio in corrispondenza della confluenza nel Po. È la quarta frazione di Viadana più popolata e dista circa 15 km da Viadana.

#### Buzzoletto
Buzzoletto (Bösul in dialetto) si trova a circa 3 km dal capoluogo. Un tempo centro prettamente agricolo, conosce nei primi anni del XXI secolo una rilevante espansione edilizia di tipo residenziale. Il paese si divide fra la zona del “centro” e la zona di Via Codisotto, già Baruffaldi.

## Economia
Centro agricolo ricco di allevamenti suini, Viadana, similmente agli altri paesini della Pianura Padana, ha subito nel corso del secondo Dopoguerra una rapida conversione a polo industriale che ha segnato un'espansione economica e demografica della cittadina.
Le attività ruotano attorno all'industria tessile, a quella della produzione di pannelli in legno e in passato anche a quella dei pennellifici. Altre tipologie d'industria sono quelle relative alla lavorazione delle carni e quella edile.

## Infrastrutture e trasporti

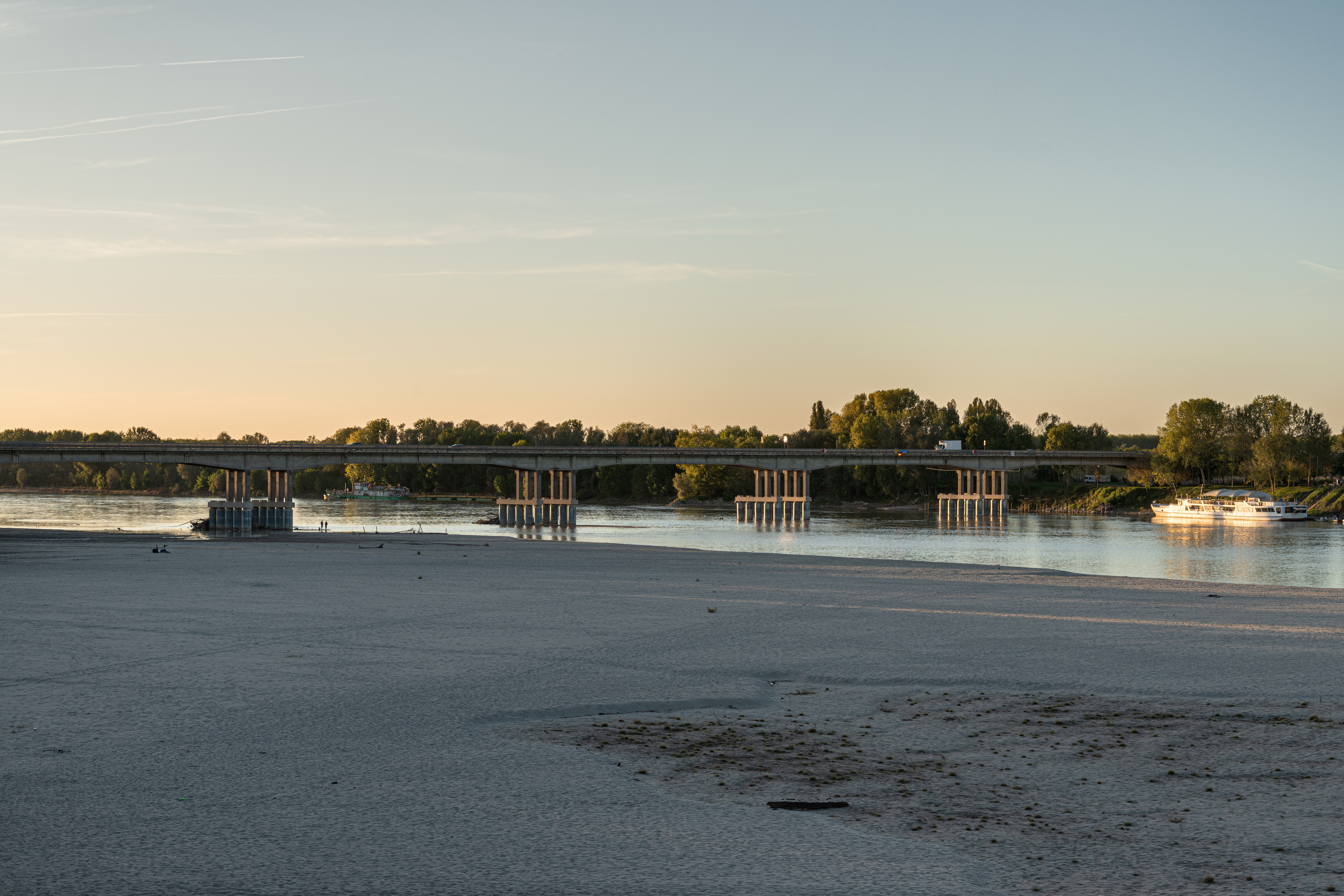
Il ponte di Viadana-Boretto

Storicamente raggiungibile per via fluviale, grazie alla prossimità del Po, Viadana è posta lungo la strada statale 358; da essa si dirama, proprio in tale località, la strada provinciale 59. Il 27 maggio 1967 venne aperto al traffico il nuovo ponte di Viadana-Boretto sul fiume Po, costruito in sostituzione del preesistente ponte di barche.
La città è servita dalla stazione di Brescello-Viadana, posta sulla sponda emiliana del fiume lungo la ferrovia Parma-Suzzara, gestita della FER e servita da treni regionali svolti da Tper nell'ambito del contratto di servizio stipulato con la Regione Emilia-Romagna.
Fra il 1886 e il 1933 Viadana fungeva da capolinea meridionale di un altro collegamento su ferro, la tranvia Mantova-Viadana, gestita della società Valentini e Mazzorin e dal 1903 direttamente a cura dell'Amministrazione provinciale.
È presente anche il trasporto effettuato con linee pubbliche da APAM Spa che collegano Viadana con i vari paesi presenti nel mantovano e il capoluogo Mantova. È inoltre servita da linee di altre aziende di trasporto pubbliche per Reggio Emilia e Parma.

## Amministrazione

Gonfalone comunale

| Periodo        | Periodo        | Primo cittadino      | Partito        | Carica           | Note   |
| -------------- | -------------- | -------------------- | -------------- | ---------------- | ------ |
| 21 giugno 1993 | 12 maggio 1997 | Sergio Parazzi       | Lega Nord      | Sindaco          |        |
| 12 maggio 1997 | 28 maggio 2001 | Luigi Meneghini      | Lega Nord      | Sindaco          |        |
| 28 maggio 2001 | 30 maggio 2011 | Giovanni Pavesi      | L'Ulivo poi PD | Sindaco          |        |
| 30 maggio 2011 | 3 giugno 2014  | Giorgio Penazzi      | PD             | Sindaco          | [ 19 ] |
| 3 giugno 2014  | 15 giugno 2015 | Isabella Alberti     |                | Commissario      |        |
| 15 giugno 2015 | 18 maggio 2019 | Giovanni Cavatorta   | Lega Nord      | Sindaco          | [ 20 ] |
| 18 maggio 2019 | 6 ottobre 2020 | Alessandro Cavallari | Lega Nord      | Vicesindaco f.f. |        |
| 6 ottobre 2020 | in carica      | Nicola Cavatorta     | Lega Nord      | Sindaco          |        |

Nel 2014 l'allora sindaco Giorgio Penazzi, dopo lunghe e forti polemiche anche all'interno della sua maggioranza, decadde per mozione di sfiducia presentata da 5 consiglieri della sua maggioranza. Il Comune fu commissariato dal 3 giugno 2014.

### Gemellaggi
- Kleszczów, dal 2006[senza fonte][23]
- Alba Iulia, dal 2006[senza fonte][23]

## Sport

### Calcio
L'Unione Calcistica Viadana S.S.D. S.r.l. è la squadra di calcio del comune di Viadana, attualmente militante nel campionato di Prima Categoria, il quarto livello dilettantistico e settimo complessivo del campionato italiano di calcio.

### Rugby
Il Rugby Viadana 1970 S.r.l. S.S.D. è la società di rugby del comune di Viadana, campione d’Italia 2001-2002. Fondata nel 1970, è dagli anni duemila una delle formazioni principali del panorama rugbistico nazionale. Attualmente, milita nel campionato italiano di massima divisione e disputa le proprie gare interne allo stadio Luigi Zaffanella.

### Pallacanestro
L'A.S.D. Basket Viadana è la squadra di pallacanestro maschile del comune di Viadana. Fu fondata nel 1964.

### Ciclismo
Nel corso della presentazione del Giro d’Italia avvenuta il 13 gennaio 2025 presso l'Auditorium Parco della Musica di Roma viene ufficializzato l’arrivo a Viadana in data 22 maggio 2025 della 12ª tappa, Modena - Viadana di km 172.

### Altre società sportive
- A.S.D. Viadana Volley
- A.S.D. Ginnastica Artistica Longoni Viadana
- A.S.D. Karate Viadana
- A.S.D. Viadana Nuoto Libertas
- Associazione Tennis Viadana
- A.S.D. Warriors Viadana - Wheelchair Hockey